# Tifide
Tifide o Tifi (in greco antico: Τῖφυς?, Tîphys) fu nella mitologia greca uno degli argonauti e il timoniere della nave.

## Genealogia
Nelle fonti più antiche, Tifide proviene dalla città di Tespie, in Beozia, ed è figlio di un altrimenti sconosciuto Agnias. Successivamente è stato indicato invece come un eleo figlio di Forbante, e quindi fratello di Attore e Augia.

## Mitologia
Nelle Argonautiche di Apollonio Rodio, viene descritto come abilissimo pilota della Beozia, cui Atena insegnò l'arte della navigazione.
Quando Giasone mandò gli araldi alla ricerca di avventurieri per recuperare il vello d'oro, cercava anche chi potesse diventare timoniere della nave Argo. Tifide si propose e diventò la guida degli Argonauti.
Da esperto conoscitore del mare, era lui che decideva quale direzione prendere, come avvenne quando, in partenza dalla terra di re Cizico, la nave si scontrò con un forte vento contrario che impedì a Tifi di avanzare. Quindi egli decise di cambiare rotta cercando di tornare alla penisola. Una volta arrivati, a causa della nebbia, Cizico li scambiò per pirati e, nello scontro che seguì, gli Argonauti uccisero il Re (loro alleato) e molti suoi soldati.
Prima di tornare, Giasone decise di abbandonare Eracle sulla terraferma. Molti Argonauti cercarono di far cambiare idea a Tifi, ma senza risultato.
Il destino non gli permise di giungere nella Colchide con gli altri Argonauti, perché morì a causa di una misteriosa malattia nella terra del re Lico. Gli furono resi solenni onori funebri e gli altri Argonauti, dopo avergli alzato un tumulo, scelsero chi doveva prendere il suo posto al comando del timone. La scelta cadde su Anceo, che si dimostrò molto abile.